# Осипенко, Михаил Степанович
Михаил Степанович Осипенко (25 мая 1923 — 31 марта 1996) — подполковник Советской Армии, участник Великой Отечественной войны, Герой Советского Союза (1946), лишён всех званий и наград в связи с осуждением.

## Биография
Родился в селе Паниковка (ныне — Почепский район Брянской области). В 1939 году окончил семь классов школы, поступил в техникум механизации сельского хозяйства в Ельце, но окончил лишь один курс. В 1941 году окончил аэроклуб в Липецке, после чего в мае был призван на службу в РККА.
В августе 1941 года окончил военную авиационную школу лётчиков в Свердловске. В августе-декабря 1941 года был лётчиком-инструктором 18-й военной авиашколы первоначального обучения лётчиков, с января 1942 года — лётчиком 5-го запасного авиаполка в Куйбышеве.
С октября 1942 года — на фронтах Великой Отечественной войны. Прошёл путь от лётчика до командира авиационной эскадрильи 873-го (с октября 1944 года — 188-го гвардейского штурмового авиационного полка (12-й гвардейской штурмовой авиационной дивизии, 3-го гвардейского штурмового авиационного корпуса). Принимал участие в боевых действиях на Калининском, Западном, 2-м Украинском фронтах, освобождении городов Великие Луки, Ельня, Смоленск. Участвовал в Ясско-Кишинёвской операции, освобождении Румынии, Венгрии и Австрии. В боях был тяжело ранен.
К 27 апреля 1945 года Осипенко совершил 163 боевых вылета на штурмовике «Ил-2», из них 109 вылетов — в качестве ведущего групп. Лично уничтожил 19 танков, 48 автомашин, 8 пулемётных гнёзд, 6 миномётных расчётов, 24 орудия, 43 конных повозки, 8 вагонов, 2 БТР, 2 склада противника, более 400 немецких солдат и офицеров. Участвовал в 22 воздушных боях, сбил 3 самолёта, ещё 1 сжёг на вражеском аэродроме.
15 мая 1946 года Указом Президиума Верховного Совета СССР за «мужество и героизм, проявленные в боях с немецко-фашистскими захватчиками» гвардии старший лейтенант Михаил Осипенко был удостоен звания Героя Советского Союза с вручением ордена Ленина и медали «Золотая Звезда» за номером 6673.
В 1945 году окончил высшую офицерскую школу Военно-Воздушных сил в Липецке, а в 1949 году — 2-е Центральные лётно-тактические курсы усовершенствования офицерского состава, после чего продолжил службу в строевых частях ВВС в Южной группе войск, в Одесском военном округе, командовал авиационной эскадрильей. В 1949 году ему было присвоено звание майора. В июне 1959 года был уволен в запас в звании подполковника.
После увольнения проживал в посёлке Овидиополь Одесской области Украинской ССР.
В мае 1965 года был приговорён к 12 годам лишения свободы за убийство. 10 декабря 1965 года Указом Президиума Верховного Совета СССР был лишён всех званий и наград.
В 1974 году условно-досрочно был освобождён из мест лишения свободы, после освобождения продолжал проживать в Овидиополе. Дальнейшая судьба Осипенко не установлена.
Был также награждён двумя орденами Красного Знамени (10.09.1943, 9.08.1944), орденом Александра Невского (30.04.1945), орденом Отечественной войны 2-й степени (21.09.1943), тремя орденами Красной Звезды (24.07.1943, 13.07.1945, 30.12.1956), рядом медалей, в том числе медалью «За отвагу» (11.01.1943) и «За боевые заслуги» (19.11.1951).